# Гамбург-Гаусбрух
Гаусбрух (нім. Hausbruch) — частина району Гарбург вільного та ганзейського міста Гамбург. Вперше згадується в 1553 році. Хаусбрух складається з трьох частин: Альтвіденталь, Нойвіденталь, Дуббен. У цій місцевості знаходиться Церква Всіх Святих українсько-католицької громади міста Гамбург.

## Географія
На північ від Хаусбруха розташовані квартали Франкоп і Мурбург, на сході Хаусбрух межує з Хаймфельдом, а на заході з Нойграбен-Фішбеком. На півдні район межує з селом Егесторф нижньосаксонського муніципалітету Розенгартен.
На півдні на території кварталу розташований лісовий масив Рев'єр Хаусбрух, який простягається на площі 770 га. Крім того, в межах кварталу Хаусбрух знаходяться вересові пустки Нойграбенер-Хайде, які належать до природного заповідника Фішбекер-Хайде.